# 比里亚科沃农村居民点
比里亚科沃农村居民点（俄语：Сельское поселение Биряковское）是俄罗斯联邦沃洛格达州索科尔区所属的一个农村居民点。其下辖有133个居民点，行政中心为比里亚科沃。据2015年统计，该农村居民点的人口为874人。